# Chelonus koponeni
Chelonus koponeni är en stekelart som först beskrevs av Vladimir Ivanovich Tobias 1995.  Chelonus koponeni ingår i släktet Chelonus och familjen bracksteklar. Arten är reproducerande i Sverige. Inga underarter finns listade i Catalogue of Life.